# Krankenschwestern-Report
Krankenschwestern-Report ist ein deutscher Soft-Sexfilm des Regisseurs Walter Boos, der 1972 (während der Welle der Report-Filme) entstand. In diesem Film kam es zum ersten gemeinsamen Auftritt von Ingrid Steeger und Elisabeth Volkmann. Uraufführung war am 26. Oktober 1972.

## Handlung
Im Sankt-Martin-Krankenhaus in München werden von Reportern untragbare Zustände aufgedeckt. Die Krankenschwestern sind unterbezahlt und überarbeitet. Die einzige Abwechslung bietet Sex mit Ärzten und Patienten, wobei sich ein türkischer Arzt als besonders zudringlich erweist.

## Weiteres
Der Film rief die Kritik ärztlicher Berufsverbände hervor. Mitte Januar 1973 organisierte in Südbaden ein Aktionskomitee Freiburger Krankenschwestern eine Unterschriftenaktion gegen den Krankenschwestern-Report, in Bonn demonstrierte eine Krankenhausbelegschaft, in Bayern eine Aktion Weiße Haube. Außer zahlreichen Unterschriften bei der Regierung gingen bei der Münchner Staatsanwaltschaft 3200 Strafanzeigen von Krankenschwestern gegen die Verleihfirma wegen Beleidigung ein. Mehrere CSU-Politiker protestierten gegen den Film, und der bayerische Ministerpräsident Alfons Goppel beschwerte sich in einem Brief bei der Verleihfirma.
Daraufhin beschlagnahmte die Staatsanwaltschaft den Krankenschwestern-Report. Das Landgericht München I entschied im März 1973 die Freigabe des Films, drei als unzüchtig nach Paragraph 184 StGB anzusehende Stellen von insgesamt 93 Sekunden Länge seien aber zu entfernen.

## Kritiken
„Kopulationsszenen im Krankenhaus, zynisch kommentiert und in eine alberne Handlung gepreßt, in der ein Reporterpaar die Oberschwester nötigt, die fristlose Entlassung einer Krankenschwester zurückzunehmen.“

„Wie viele von diesen peinlichen Filmen müssen wir noch ertragen?“